# Greta Wassberg
Greta Matilda Hülphers, känd under flicknamnet Greta Wassberg,  född 5 oktober 1904 i Selångers församling i Västernorrlands län, död 19 februari 1996 i  Vancouver (folkbokförd i Västra Vrams församling i dåvarande Kristianstads län), var en svensk sångerska. Hon spelade in cirka 150 skivsidor mellan 1932 och 1943, samt läste in ett dussin sagor för barn 1957–1958 för skivmärket Karusell.

## Verksamhet
Skivdebuten var 1932 med "Kan du vissla, Johanna?" (anonymt med John Wilhelm Hagberg för Parlophone). Wassberg sjöng under pseudonymen Inga Waller 1932/1933 för Decca och som Inga Widén på lågprismärket Dixi, och var en av Sveriges flitigaste "grammofonsångare" på 1930-talet. Hon var först att sjunga in evergreenen "Två solröda segel" på svenska, som även blev hennes största hit. Hon gjorde även skivinspelningar i Tyskland, från 1938 för Imperial och Polydor, där hon också turnerade. På senare år har flera av hennes tyska insjungningar återutgivits på CD i Tyskland. Wassberg verkade också som sångpedagog.
Hon var även pionjär inom svensk studioverksamhet, då hon var med och startade inspelningsstudion "Din egen röst" på Gröna Lund dit amatörer kunde gå och spela in acetatskivor (lackskivor). Första kontakt med filmen var 1932, då hon dubbade Astrid Carlssons sång i "Söderkåkar". Wassberg var medlem i Arne Hülphers orkester 1934–1942.
Hon var 1926–1930 gift med övermaskinisten Knut Verner Hellqvist (1896–1966) och 1934–1955 med Arne Hülphers (1904–1978). Hon hade en son, musikern Sigge Wassberg (1927–1971) tillsammans med musikern Rolf Degerman (1909–1979).

## Filmografi
- 1934 – Atlantäventyret
- 1934 – Hon eller ingen
- 1940 – Swing it, magistern!
- 1954 – Flottans glada gossar